# Berta Ojea
Berta Isabel Ojea López (La Coruña, 1 de noviembre de 1964), es una actriz española a la que le dio más popularidad el papel de Ofelia en la adaptación cinematográfica de Mortadelo y Filemón de Javier Fesser.

## Biografía

### Inicios
Berta Ojea estudia música siendo niña en el Conservatorio de La Coruña y unos años después canto en Madrid, Barcelona, Viena y París. Asiste a las clases magistrales de Montserrat Caballé, Jessye Norman y Alfredo Kraus, entre otros. Comienza sus estudios de interpretación con John Strasberg. Realiza seminarios de interpretación con Claudio Tolcachir, Fernando Piernas, Augusto Fernandes, Bruce Myers, Jean Guy Lecat y Carlos Gandolfo. Aunque su formación más significativa la realiza con Juan Carlos Corazza, estudio con el que sigue vinculada hasta el día de hoy.
María Casares fue la primera persona que le dijo: «Hablas mucho de teatro y nunca de canto. A ver si vas a ser actriz en vez de cantante»

### Carrera
Con una larga y versátil experiencia teatral, cinematográfica y de televisión. Ha realizado también alguna incursión en la dirección teatral y desde hace un tiempo como docente y entrenadora de interpretación. Ha trabajado con directores como: Benito Zambrano, Javier Fesser, Philippe Le Guay, Álex de la Iglesia, Guillermo del Toro, Miguel Bardem, Tamzin Townsend, Emilio Hernández, Juan Carlos Pérez de la Fuente, Gustavo Tambascio y un largo etcétera.

## Trabajos

### Filmografía
- 1994.- A metade da vida – Dir. Raúl Veiga.
- 1997.- El crimen del cine Oriente – Dir. Pedro Costa. Como "La maruja".
- 2001.- Sólo mía – Dir. Javier Balaguer. Como Enfermera.
- 2001.- La mujer de mi vida – Dir. Antonio del Real (2001). Como Madre.
- 2001.- El espinazo del diablo – Dir. Guillermo del Toro. Como Alma.
- 2002.- 800 balas – Dir. Álex de la Iglesia. Como Ángeles.
- 2003.- Platillos volantes – Dir. Óscar Aibar. Como Sra. Botifoll.
- 2003.- La gran aventura de Mortadelo y Filemón – Dir. Javier Fesser. Como Ofelia.
- 2004.- Escuela de seducción – Dir. Javier Balaguer. Como Sara.
- 2005.- Dentro del Paraíso - Dir. Manuel Estudillo.
- 2007.- El menor de los males – Dir. Antonio Hernández. Como María.
- 2008.- Mortadelo y Filemón. Misión: salvar la Tierra – Dir. Miguel Bardem. Como Ofelia.
- 2009.- Los muertos van deprisa – Dir. Ángel de la Cruz. Como Maruxa.
- 2010.- ¿Ónde está a felicidade? - Dir. Carlos Alberto Riccelli. Como Secretaria de Peregrinos.
- 2010.- Las chicas de la sexta planta - Dir. Philippe Le Guay. Como Dolores Carbalán.
- 2011.- La voz dormida - Dir. Benito Zambrano. Como Florencia "La Zapatones"
- 2011.- Ni pies ni cabeza - Dir. Antonio del Real. Como Mari Paca.
- 2014.- El clavo de oro - Dir. Antonio del Real. Como Panadera.
- 2014.- Mortadelo y Filemón contra Jimmy el Cachondo - Dir. Javier Fesser. Como Ofelia.

### Series de televisión

#### Fija
- A las once en casa (1997-1998). La 1. Como Remigia Antonia.
- A vida por diante (2006-2008). TVG. Como Aurora Mariño.
- La Señora (2008-2010). La 1. Como Adelina.
- La Reina del Sur (2011-2019). Netflix. Como Paca.
- La verdad (2018). Telecinco. Como Rosario.
- Rapa (2022).  Movistar Plus+. Como Balbina Álvarez.

#### Episódica
- Mar de dudas - El destino en sus manos (1995). La 1. Como Doña Herminia.
- Manos a la obra (1998). Antena 3.
- Hermanas (1998). Telecinco.
- Hospital Central (2000). Telecinco. Como Jacinta Estébanez.
- El botones Sacarino (2000). La 1.
- Terra de Miranda (2001-2007). TVG. Como Amparo.
- Aquí no hay quien viva (2003). Antena 3. Como Isabel.
- La sopa boba (2004). Antena 3. Como María.
- El comisario (2004). Telecinco. Como Peluquera.
- Fuera de control (2006). La 1. Como Paqui.
- La que se avecina (2019). Telecinco. Como Sor Pilar.

### Teatro
- Mi sobrino el concejal – Dir. Esteve Ferrer. Como Ernesti.
- Fugadas – Dir. Tamzin Townsend. Como Marga.
- La discreta enamorada – Dir. Gustavo Tambascio. Como Madre de Fenisa.
- El acero de Madrid – Dir. Joaquín Vida.
- El burgués gentilhombre – Dir. Gustavo Tambascio.
- Matrimonio secreto – Dir. Jesús Castejón.
- Doce mujeres sin piedad – Dir. Rafael Ramos de Castro.
- El fin del mundo – Dir. Luis Lázaro.
- Violetas para un Borbón – Dir. Francisco Vidal.
- Ex simbols – Dir. B. Ojea.
- Mujeres al vapor – Dir. Consuelo Trujillo.
- Pelo de tormenta – Dir. Juan Carlos Pérez de la Fuente.
- Incorrectas – Dir. Emilio Hernández.
- Hipólito – Dir. Emilio Hernández.
- Pavlovsky es otra cosa – Dir. Ángel Pavlovsky.
- Un espíritu burlón - Dir. César Oliva Bernal.

### Cortometrajes
- Obsesión – Dir. Carlos Esteban.

### Teatro musical y ópera
- El matrimonio secreto – Dir. Jesús Castejón.
- El niño judío – Dir. Jesús Castejón (Teatro de La Zarzuela).
- Astres – Dir. Lluís Llach.
- Esto no es Broadway – Dir. Ángel Pavlovsky.
- Carmen.
- Las bodas de Fígaro.

## Premios y nominaciones

### Premios de la Unión de Actores y Actrices
| Año  | Categoría                             | Película                                | Resultado |
| ---- | ------------------------------------- | --------------------------------------- | --------- |
| 2003 | Mejor Actriz de Reparto de Cine       | La gran aventura de Mortadelo y Filemón | Nominada  |
| 2008 | Mejor Actriz de Reparto de Televisión | La Señora                               | Ganadora  |

### Premios Mestre Mateo
| Año  | Categoría                                | Película                | Resultado |
| ---- | ---------------------------------------- | ----------------------- | --------- |
| 2008 | Mejor Interpretación Femenina de Reparto | Los muertos van deprisa | Nominada  |

### Premio Meliá Recoletos de la Asociación Amigos del Teatro de Valladolid
| Año  | Categoría                     | Película           | Resultado |
| ---- | ----------------------------- | ------------------ | --------- |
| 2015 | Mejor Interpretación Femenina | Un espíritu burlón | Ganadora  |